# Зіньківський Костянтин Максимович
Костянтин Максимович Зіньківський (нар. 17 (29) травня 1873, м. Бердянськ — 28 березня 1959, там само) — український поет, перекладач та педагог, автор україномовного перекладу поеми «Слово о полку Ігоревім».

## Біографія
Костянтин Зіньківський народився 17 (29) травня 1873 у м. Бердянськ (тоді Таврійська губернія, нині Запорізька область, Україна) у родині портового вантажника, в якій він був найстаршим з 11 дітей.
Освіту він здобув у початковій школі та трикласному училищі в Бердянську, а також у Феодосійському учительському інституті, який закінчив 1892 року.
У 1892 році він став вчителем математики повітового училища у м. Кишинів та м. Сороки.
1894 року він повернувся до України, вчителював у Слов'яносербському повіті, а також у Нікополі, Херсоні, Павлограді, Катеринославі та Маріуполі.
У 1917 році Костянтин Зіньківський обійняв посаду шкільного інспектора у м. Павлоград.
1922 року став окружним інспектором народної освіти на Кубані, де працював до квітня 1926 року. По тому він став завідувачем трудової школи імені І. Франка і обіймав цю посаду до 1930 року.
Працював на посадах викладача математики Бердянського педагогічного технікуму, інструктора-методиста райвно, завідувача навчально-методичного бюро Першотравневого заводу.
Загалом на вчительській ниві працював більше 60-ти років.
Костянтин Зіньківський помер 28 березня 1959 у м. Бердянську Запорізької області, де був і похований.

## Творчий доробок
Костянтин Зіньківський почав творчу діяльність на початку XX століття. Приятелював з учителем Сергієм Сергєєвим та істориком Дмитром Яворницьким.
Він є автором низки творів:
- україномовний переклад поеми «Слово о полку Ігоревім» (написано 1906, повністю опубліковано у 1967)
- поема «Зруйнований мур» (1906)
- вірші «Морська царівна» (1908), «Прийде час» (1909), «Весняний ранок» (1909).

Костянтин Зіньківський публікував власні поезії та переспіви з Гайнріха Гейне у журналах «Зоря» (м. Москва), «Рідний край» (м. Полтава), «Молода Україна».
У 1906 році він зробив україномовний переклад давноруської поеми «Слово о полку Ігоревім», з якої за його життя був опублікований лише уривок — "Плач Ярославни". Мовознавці визнали точність перекладу та простоту викладу.
Також він є автором низки підручників, посібників та праць з педагогіки.

## Родина
Костянтин Зіньківський є двоюрідним братом Трохима Зіньківського.